# María Antonia Ortega
María Antonia Ortega Hernández-Agero (Madrid, 1954) es una poeta y abogada española. Su trayectoria literaria comenzó en 1988 con la publicación de su primera obra. Su faceta creativa proviene de su infancia, en la que dirigió en grupo de teatro en uno de los colegios en los que cursó estudios.  

## Trayectoria
Es sobrina nieta del filósofo José Ortega y Gasset y sobrina de la intelectual Soledad Ortega Spottorno. Licenciada en Derecho en 1976 por la Universidad Complutense de Madrid, ejerce la abogacía especializada en Derecho Civil y Penal, actividad que compatibiliza con la poesía, la crítica literaria y los estudios académicos. Ha participado en numerosos encuentros y congresos literarios a nivel nacional e internacional.
Ha formado parte del consejo de redacción de la Revista Rey Lagarto y ha sido colaboradora en otras publicaciones como en Los Cuadernos del Norte del Diario “Córdoba” como crítica literaria. En 2017 participó en el evento cultural Testigo Poético dentro del Festival Ellas Crean, que reivindica el papel femenino en la cultura.
Estaría dentro de la poesía postmoderna comprometida. Su idea del compromiso es individual y privada. Es una de las poetas representativas de la Poesía de la Diferencia que surge como contraposición a la Poesía de la Experiencia, dominante en la década de los 90.
Su obra ha sido incluida en diferentes antologías: Hoy, Siete Poetas, Revista Poesía n.º 26, Elogiode la Diferencia, Ellas Tienen La Palabra, Milenio, Poesía Ultimísima, De lo Imposible a lo Verdadero, Di Yo, Di Tiempo, La Voz y La Escritura, Poetas en Blanco y Negro, Contemporáneos, Poesía Española Contemporánea: Crítica y Poesía, Las Moradas del Verbo, Poetas españoles de la democracia, Trato Preferente, Voces esenciales de la poesía actual en español, y en New Poetry from Spain. Una parte de ella ha sido traducida por Linda María Barós al rumano. Sus poemas también han sido traducidos al italiano y forman parte de la antología Poeti Spagnoli Contemporanei.
La poeta y profesora Marta López Luaces analizó su obra en la publicación La poesía y sus máscaras. También fue parte del estudio realizado por la doctora y profesora de la Universidad de Liverpool Diana Cullell, dentro de la publicación: La poesía de la experiencia española de finales del siglo XX al XXI (Devenir, 2011).

## Obra
- 1988 - Épica de la Soledad. Ediciones Libertarias. ISBN 9788476830819.
- 1991 - La Viña de Oro. Libertarias Prodhufi. ISBN 9788487095078.
- 1991 - Descenso al Cielo. Ediciones Torremozas. ISBN 9788478390526.
- 1994 - El Espía de Dios. Ediciones Libertarias. ISBN 9788476833001.
- 1998 - Sí, Antología Poética, o La Existencia, Larvada. Huerga & Fierro editores. ISBN 9788489858237.
- 1999 - Junio López. Huerga y Fierro Editores, S.L. ISBN 9788483741252.
- 2003 - La Pobreza Dorada. Editorial Juan Pastor. ISBN 9788486419899.
- 2007 - Digresiones y Rarezas, Postales, Recuerdos, Souvenirs. Devenir. ISBN 9788496313545.
- 2010 - El pincel fino, A dreaming woman. Editorial Polibea. ISBN 9788486701260.
- 2010 - Hazversidades Poéticas. Cuadernos del Laberinto. ISBN 9788493991777.
- 2014 - El Emparrado. Ediciones La Palma. ISBN 9788495037787.